# Juan de Lepe
Juan de Lepe fue un marino lepero nacido en un hogar humilde a mediados del siglo XV, que formó parte de la corte del rey Enrique VII de Inglaterra, sirviendo como confidente, amigo, comensal y bufón del rey, llegando a ser "rey de Inglaterra" por un día.

## Biografía
Juan de Lepe pasó a la historia por ganarle al rey una partida de cartas a doble mano en la que este se había apostado las rentas que su reino producía en un día y el nombramiento (simbólico) como "rey de Inglaterra" durante ese mismo día, debido a esto, fue conocido como "el pequeño rey de Inglaterra", ganando fama en todo el reino inglés. 
El rey pasaba mucho tiempo en su castillo y gustaba de disfrutar de frecuentes partidas de cartas, pero únicamente apostaba monedas, dado que era famoso por ser muy tacaño, sin embargo, en esa ocasión subió la apuesta y la perdió, nombrando a su cortesano y amigo "rey de Inglaterra", además de hacerle rico.
A la muerte del rey, en 1509, volvió a Lepe como un hombre rico, situación que le permitió vivir holgadamente y contribuir al mantenimiento del hoy desaparecido convento franciscano Santa María de La Bella, dedicado a la Virgen de la Bella en Lepe, siendo enterrado en el recinto del convento bajo una lápida, hoy perdida, que documentó en su crónica el padre Gonzaga, general de la orden franciscana, en 1583:

En la Iglesia de este convento aún se ve el sepulcro de cierto Juan de Lepe, nacido de baja estirpe del dicho pueblo de Lepe, el cual como fuese favorito de Enrique VII rey de Inglaterra con él comiese muchas veces y aun jugase, sucedió que cierto día ganó al rey las rentas y la jurisdicción de todo el reino por un día natural, de donde fue llamado por los ingleses el pequeño rey. Finalmente, bien provisto de riquezas y con permiso del Rey volvió a su patria nativa y allí después de haber vivido algunos años rodeado de todos los bienes y elegido su sepultura en esta iglesia, murió. Sus amigos y parientes grabaron esta historia en lugar de epitafio, la cual quise yo, aunque no parece a propósito de esta Historia, dejarla como un recuerdo de este lugar.
Origine Seraphicae Religionis, escrita en 1583 por Francisco de Gonzaga

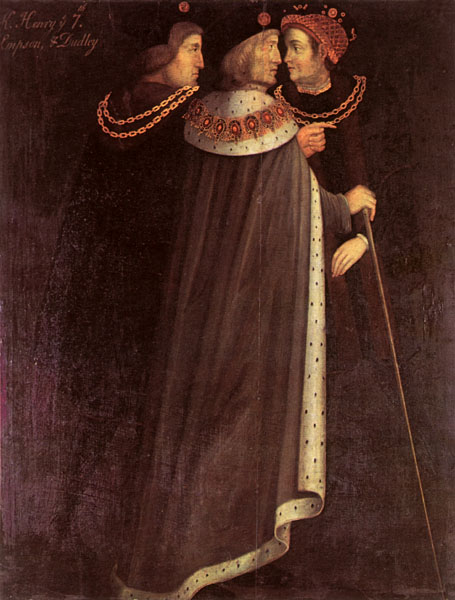
Enrique VII (centro), con sus consejeros Sir Richard Empson y Sir Edmund Dudley

La expresión "saber más que Lepe", según algunos autores, se debe a Juan de Lepe, aunque no es una opinión generalizada, ya que otros autores se la atribuyen al obispo de Calahorra y la Calzada Pedro de Lepe y Dorantes, siendo esta la explicación más probable y generalmente aceptada.
En Lepe hay una calle dedicada a "Juan de Lepe", que da a la plaza del ayuntamiento.
En 2022, el guionista lepero Alejandro Torres llevó a cabo una investigación en busca de la veracidad o no de la leyenda y lo plasmó en el documental "Buscando al pequeño rey de Inglaterra", estrenado en el Festival de Cine de Islantilla.